# Objila, Bârzula
Objila (în ucraineană Обжиле, transliterat: Objîle) este un sat în comuna Balta din raionul Bârzula, regiunea Odesa, Ucraina.

## Demografie
Componența lingvistică a localității Objila
     Ucraineană (97,47%)
     Rusă (1,73%)
     Alte limbi (0,81%)
Conform recensământului din 2001, majoritatea populației localității Objila era vorbitoare de ucraineană (97,47%), existând în minoritate și vorbitori de rusă (1,73%).